# Hamza Čataković
Hamza Čataković (sinh ngày 15 tháng 1 năm 1997) là một cầu thủ bóng đá Bosna và Hercegovina thi đấu ở vị trí tiền đạo cho câu lạc bộ Slovakia AS Trenčín.

## Sự nghiệp

### AS Trenčín
Čataković gia nhập FK AS Trenčín mượn từ FK Sarajevo vào tháng 1 năm 2017 khi vẫn đang bình phục chấn thương. Anh trở lại sân bóng thi đấu cho FK Slovan Nemšová, nơi anh được thi đấu đê tập luyện. Vào tháng 6 năm 2017, anh ký bản hợp đồng 3 năm với Trenčín.
Anh ghi bàn đầu tiên cho Trenčín trong trận thắng 5-1 trên sân nhà trước FC Torpedo Kutaisi trong vòng loại thứ nhất Europa League.